# Damaris (cantante)
Damaris Mallma Porras (Huancayo, 26 de enero de 1986), conocida simplemente como Damaris, es una cantautora, compositora y productora peruana que reside en Nueva York. Su música es una fusión del folklore de Latinoamerica con pop, rock y electrónica. Damaris es hasta hoy la artista peruana más joven en ser nominada a los Grammys Latinos, a los 22 años en la categoría de mejor álbum folk. Con su canción “Tusuykusun” (Bailemos en quechua) se convirtió en la primera artista en ganar el Festival de la Canción de Viña del Mar con una canción en quechua. Es embajadora de la marca Perú desde 2011, ha sido nominada al Grammy Latino 2009 como mejor álbum folk.

## Biografía
A los catorce años, graba su primer sencillo con el que ganó el concurso Rumbo al Pepsi Chart en el género de balada con la canción de su autoría «Porqué no estás aquí». A los quince años, empieza a trabajar junto con el productor musical Martin Venegas en Dame una señal, su primer álbum que lanzó al mercado dos años después. En 2002 viajó a Estados Unidos para producir su propio disco.
En el 2007, lanza al mercado su segundo álbum luego de tres años de trabajo e investigación junto con el productor Martin Venegas. Este nuevo disco titulado Mil caminos muestra una nueva faceta en la carrera de Damaris, la madurez artística y personal se ven reflejadas en las composiciones de los sencillos «Vida», «Tusuykusun» y «Mil caminos». [cita requerida]
El 24 de febrero del 2008, ganó la competencia folclórica de la cuadragésima nona edición del Festival Internacional de la Canción de Viña del Mar,en Chile, por su canción «Tusuykusun», palabra en idioma (quechua) que en castellano significa 'bailemos'. Contó con el acompañamiento musical de Martin Venegas (percusión y dirección), Jeremías Urrutia (charango), Henry Campos (percusión) y el maestro Eberth Álvarez salinas (violín). Además, realizó un concierto en la Casa Blanca, en los Estados Unidos, seguido de la apertura de la V Cumbre América Latina, el Caribe y la Unión Europea.
En el 2008, Damaris fue nominada en la novena edición de los premios Grammy Latino, en la categoría álbum folklórico, por su álbum Mil Caminos.
En febrero de 2011, Damaris participa del disco Pasión en los Andes, en homenaje a las mujeres que lucharon por la independencia latinoamericana, grabando 2 canciones: «Palabras a Micaela» y «La Marinera». En este disco comparte con artistas como Victoria sur de Colombia y Mirella Cesa de Ecuador.
En el 2016 lanza en un concierto en el Gran Teatro Nacional de Lima su tercer álbum: Puedes Volar. Este disco cuenta con nueve composiciones nuevas y dos recopilaciones, entre ellas el tema «Odio el silencio», de Jorge Villamizar (vocalista de Bacilos), con quien canta a dúo esta canción. En el 2018 lanza una edición especial del mismo disco titulándolo esta vez Tu puedes volar. Este disco fue trabajado con Jeremías Urrutia y Pedro Afonso en la producción musical e incluye nuevos temas como Cuéntame, Amor verdadero, Sonríeme y Zombie, esta última en una versión latinoamericana del clásico tema de la banda The Cranberries.
Damaris reside en New York City desde septiembre del 2021, ella salió de Perú ese mismo año para formar parte de la primera maestría de BerkleeNYC que se lleva a cabo en Power Station que esta ubicado en Hell's Kitchen neighborhood en Manhattan.Desde ahi lanzado tres canciones que se han producido y grabado en los estudios emblemáticos de la gran manzana. 
En el 2023 Damaris celebro 20 años de carrera artística en un emotivo concierto en el Gran Teatro Nacional del Perú que luego fue presentado en una edición especial de un disco en vivo: Yanantin En Vivo 20 Años.

## Discografía
- Damaris: Dame una señal (2003)
- Damaris: Mil caminos (2007)
- Pasión en los Andes (2011)
- Damaris y Saywa en vivo: Volver a mi tierra (2011)
- Damaris: Puedes volar (2016)
- Damaris: Tú puedes volar (2018) Deluxe
- Damaris: Yanantin En Vivo 20 Años

## Sencillos
- Tu mi canción (2019)
- Vuelvo (2021)
- Estas aquí (2021)
- Navidad (2022)
- Entre el Sol y la Luna (2023)
- Deseo (2023)
- Corazon (2023)
- Baladas Andinas (2024)
- Pachamamita (2025)
- Killa Ñawicha (2025)

## Filmografía, teatro y televisión
- Película: Coliseo (2011), participación especial[cita requerida]
- Obra teatral: Max y los Maximonstruos (2009), musicalización [cita requerida]
- Programa de televisión: Miski Takiy (2010-2020), conducción[23]